# گراژدانسکی (آدیغیه)
گراژدانسکی (به لاتین: Grazhdansky) یک منطقهٔ مسکونی در روسیه است که در آدیغیه واقع شده‌است.